# Highly Superior Autobiographical Memory
Als Highly Superior Autobiographical Memory (englisch), kurz HSAM, wird in der Kognitionswissenschaft ein außergewöhnlich detailliertes autobiografisches Gedächtnis bezeichnet. Ursprünglich wurde das Phänomen Hyperthymesie oder hyperthymestisches Syndrom genannt.  Personen mit HSAM können sich an jeden oder nahezu jeden Tag ihres Lebens ab einem bestimmten Alter erinnern. HSAM ist sehr selten, bisher wurden rund 60 Fälle bestätigt. HSAM wurde bisher vor allem an der University of California, Irvine erforscht.

## Bezeichnungen
In der ersten wissenschaftlichen Beschreibung des Phänomens anhand einer einzelnen betroffenen Frau (2006) schlugen die US-amerikanischen Autoren die Bezeichnung hyperthymestic syndrome vor und verwendeten daneben den kürzeren Ausdruck hyperthymesia. Diese Begriffe wurden als hyperthymestisches Syndrom bzw. als Hyperthymesie ins Deutsche übernommen. Die damalige Benennung als ein Syndrom, also als ein komplexes Krankheitsbild, hängt damit zusammen, dass die beschriebene Frau in verschiedener Hinsicht unter den ständig in ihr ablaufenden Erinnerungen litt. Außerdem lag anscheinend eine Funktionsstörung vor: Dem Gehirn der Patientin fehlte die Fähigkeit, Wichtiges von Unwichtigem zu unterscheiden und das Unwichtige zu vergessen.
In der Publikation von 2006 heißt es, die Wortbildung hyperthymesia sei eine Zusammensetzung aus der griechischen Vorsilbe hyper und griechisch thymesis, das dem englischen remembering entspreche. Demnach soll hyperthymesia so viel wie „übermäßiges Erinnern“ bedeuten. Anders als von den Autoren suggeriert gibt es kein altgriechisches Wort thymesis. Laut dem Eintrag zu hyperthymesia im englischen Online-Wörterbuch von Merriam-Webster wurde thymesis anscheinend aus griechischen Wörtern wie enthýmesis „extrahiert“, die von thȳmos abgeleitet sind und die, wie das zugrundeliegende thȳmos, eigentlich wenig mit Erinnerung zu tun haben. Andererseits gibt es im Neugriechischen das sehr ähnliche Wort θύμηση thýmisi mit der Bedeutung „Erinnerung“.
Aus einer Fernsehsendung im Jahr 2010 geht hervor, dass die Forscher damals die Bezeichnung superior autobiographical memory verwendeten, sinngemäß „überlegenes autobiografisches Gedächtnis“. In der zweiten wissenschaftlichen Publikation (2012), in der elf Betroffene dargestellt wurden, führten die Autoren die neue Bezeichnung highly superior autobiographical memory (kurz HSAM, „hochgradig überlegenes autobiografisches Gedächtnis“) ein, die seither verwendet wird. Die Abkürzung HSAM wurde ebenfalls ins Deutsche übernommen.
Das Phänomen wurde nun nicht mehr als etwas Krankhaftes („Syndrom“) benannt, sondern als eine herausragende Fähigkeit. Die mittlerweile bekannten Betroffenen empfanden ihre Erinnerungsfähigkeit überwiegend als deutlich vorteilhaft. Der an beiden Publikationen beteiligte Neurobiologe James McGaugh sagte, die Benennung als hyperthymesia im Jahr 2006 sei ein Fehler gewesen, weil eine solche Bezeichnung vortäusche, dass man wisse, worum es sich handelt. Tatsächlich kannten die Forscher zu diesem Zeitpunkt aber nur eine einzige betroffene Person und verstanden auch nicht die Ursachen und Mechanismen, die das außergewöhnliche Gedächtnis ermöglichten.

## Merkmale
In der ersten Fallbeschreibung (2006) gaben die Autoren an, „Hyperthymesie“ sei durch zwei Merkmale definiert: Die betroffene Person verbringe zum einen ungewöhnlich viel Zeit damit, über ihre Vergangenheit nachzudenken, zum anderen habe sie eine außergewöhnliche Fähigkeit, sich an eigene Erlebnisse zu erinnern. Das ungewöhnlich starke Erinnerungsvermögen beziehe sich dabei ausschließlich auf „autobiografische Information“ und nicht auf sonstige Information. In der zweiten Publikation (2012) wurde präzisiert, dass sich die Betroffenen nicht nur an „autobiografische“ Ereignisse, sondern auch an öffentlich bekannte Ereignisse herausragend gut erinnern können.
Die Betroffenen können sich an nahezu alle früheren Erlebnisse mit großer Genauigkeit erinnern. Einfach aus der Erinnerung und ohne eine besondere Mnemotechnik anzuwenden, können sie auf Nachfrage zu einem bestimmten Datum den Wochentag, das Wetter, zeitgeschichtliche Ereignisse und viele mehr oder weniger belanglose Einzelheiten aus ihrem Privatleben angeben.

## Entdeckung von HSAM-Betroffenen

### 2000 bis 2014
Jill Price ist der erste Mensch, bei dem HSAM festgestellt wurde. Die in Kalifornien lebende Frau empfand ihre Erinnerungen, von denen sie ständig überflutet wurde, als extrem belastend. Im Juni 2000 wandte sie sich an James McGaugh, einen Hirnforscher an der University of California, Irvine, der 1983 das Center for the Neurobiology of Learning and Memory in Irvine gegründet hatte. McGaugh und seine Kollegen Larry Cahill und Elizabeth Parker untersuchten in den folgenden Jahren das Gedächtnis von Jill Price, das ein für sie völlig neuartiges Phänomen war. Im Februar 2006 veröffentlichten sie die Fallbeschreibung.
Zwei Monate später, im April 2006, berichtete der reichweitenstarke Hörfunksender NPR in zwei fünfminütigen Radiosendungen über die wissenschaftliche Sensation. Am 19. April war McGaugh als Interviewpartner zu hören, am 20. April Jill Price unter ihrem Pseudonym „AJ“. Hinzu kamen Berichte in der Presse. Die Berichterstattung sorgte dafür, dass sich weitere Personen mit HSAM an die Forscher in Irvine wandten. Bis 2008 wurde bei drei weiteren Personen ein „hyperthymestisches Syndrom“ diagnostiziert.
Im Jahr 2009 waren sechs HSAM-Betroffene bekannt. Der Fernsehsender CBS lud die sechs Betroffenen ein, gemeinsam in einer Folge der Sendung 60 Minutes zum Thema HSAM aufzutreten. Fünf von ihnen, drei Männer und zwei Frauen, gingen auf die Einladung ein. Sie lernten einander bei den Dreharbeiten kennen. Nur Jill Price wollte nicht teilnehmen. Während der Dreharbeiten wurde eine der beiden teilnehmenden Frauen, die Schauspielerin Marilu Henner, offiziell als sechste Person mit HSAM bestätigt. Die Sendung wurde im Dezember 2010 unter dem Titel Endless Memory ausgestrahlt.
Die Sendung wurde von fast 19 Millionen Zuschauern gesehen. Als McGaugh danach seinen Computer einschaltete, waren 600 E-Mails in seinem Posteingang. Die meisten waren Reaktionen von Zuschauern, die glaubten, sie selbst oder jemand aus ihrem Bekanntenkreis könne HSAM haben. McGaugh und seine Mitarbeiter bearbeiteten nun sämtliche vorliegenden und weiterhin eintreffenden Anfragen. Dies führte zu einem Anstieg der HSAM-Diagnosen auf 22 im Jahr 2011 und auf 30 im Jahr 2012. Die Forscher in Kalifornien hatten bis dahin 172 Kandidaten nach einer Vorauswahl in die engere Auswahl genommen und diese mit standardisierten Tests geprüft.
Im Januar 2014 informierte die CBS-Sendung 60 Minutes über den Zuwachs der HSAM-Fälle: Seit der letzten Sendung vor rund drei Jahren seien 50 neue Fälle dazugekommen. Von diesen waren drei Männer und eine Frau in der Sendung zu sehen, außerdem die beiden bis dahin bekannten Kinder mit HSAM – zwei Jungen im Alter von 10 und 11 Jahren. Der 11 Jahre alte Junge hatte einen eineiigen Zwilling, dieser hatte ein normales Gedächtnis.

### Stand seit 2016
Anfang 2016 waren etwa 60 Personen mit HSAM bekannt. Dieselbe Zahl wurde in einem ausführlichen Artikel im Guardian vom Februar 2017 genannt, ebenso im Mai 2021 im Wissenschaftsmagazin der Universität Basel. Die Forscher der University of California, Irvine geben auf ihrer Website an, „über 50“ Personen mit HSAM seien identifiziert worden.
Davon abweichend schrieb das Magazin Time im Dezember 2017, das Team an der Universität in Irvine habe etwa 60 Personen mit HSAM diagnostiziert, in den Jahren danach seien aber weitere HSAM-Diagnosen gestellt worden, insgesamt seien es weniger als 100. Auch diese Angabe betrifft nur die Diagnosen. Es gibt noch mehr Betroffene, weil sich nicht jeder von ihnen einer Überprüfung unterzieht.
Ende der 2010er Jahre versuchte Andreas Papassotiropoulos, Professor für Molekulare Neurowissenschaften an der Universität Basel, Personen mit HSAM im deutschsprachigen Raum zu finden. Er erhielt Tausende von Zuschriften, aber es kam keine einzige HSAM-Diagnose dabei heraus. Im Blick auf die Zahl der Fälle in den USA ist aber anzunehmen, dass es auch im deutschsprachigen Raum Personen mit HSAM gibt. Ein Beispiel ist Erich Walter, ein Rentner aus Viersen, der HSAM zu haben scheint.
Mittlerweile wurde HSAM auch bei einigen Kindern festgestellt. Auf der Website der Forschungsgruppe in Irvine werden Eltern aufgefordert, sich zu melden, wenn sie vermuten, dass bei ihrem Kind HSAM vorliegen könnte.

## Erforschung
Die erste wissenschaftliche Publikation, die im Februar 2006 erschien, war im Wesentlichen eine Kasuistik, eine Beschreibung der einzelnen Patientin Jill Price, die in der Publikation „AJ“ genannt wurde. Die Autoren konnten ihr phänomenales Gedächtnis nicht erklären.
In der zweiten Publikation, die im Juli 2012 erschien, beschrieben die Forscher der University of California, Irvine elf Personen mit HSAM. Es handelte sich um vier Frauen und sieben Männer im Alter zwischen 27 und 60 Jahren (Altersdurchschnitt: 43 Jahre). Der Vergleich der bei diesen Personen erhobenen Daten und Vergleiche mit einer Kontrollgruppe ermöglichten eine bessere Beschreibung des Phänomens. Mittels Magnetresonanztomographie (MRT) stellten die Forscher fest, dass sich neun Strukturen im Gehirn der Betroffenen sichtbar von normalen Gehirnen unterschieden. Seither hat man mit MRT-Untersuchungen erkannt, dass auch die Vernetzung der Neuronen im Gehirn Besonderheiten aufweist. Ein anderes wesentliches Ergebnis der Publikation von 2012 war, dass neun der elf untersuchten Personen mit HSAM eine gewisse Tendenz zu zwanghaftem oder „zwangähnlichem“ Verhalten der einen oder anderen Art zeigten.
Weitere Publikationen in den Jahren 2013, 2016 und 2017 stammen ebenfalls von Forschern an der University of California, Irvine, wo sich nach wie vor das Zentrum der HSAM-Forschung befindet. Heute bestehen Kooperationen mit Forschern an anderen Universitäten. Dazu zählen die Harvard University, die Washington University in St. Louis, die Florida State University sowie in Italien die Universität La Sapienza in Rom und die Universität Perugia.
Ein Ansatz zur Klärung der möglichen genetischen Grundlage von HSAM ist die Zwillingsforschung. Aus dem bekannten Fall der eineiigen Zwillinge, von denen nur einer HSAM hat, ergibt sich, dass HSAM nicht direkt vererbbar sein kann. In der engeren und weiteren Verwandtschaft von Personen mit HSAM finden sich aber immer wieder Menschen mit einem auffällig guten Gedächtnis, was darauf hindeutet, dass HSAM doch auf genetischen Faktoren beruhen könnte.
Um Fälle von HSAM zu identifizieren, wurden bislang in einem ersten Schritt (Screening) Erinnerungen an öffentlich bekannte Ereignisse abgefragt. Dieses Testkriterium ist jedoch von den individuellen Kenntnissen, dem Alter der Probanden und von kulturellen Bedingungen abhängig. Die Forscher in Irvine entwickeln neue Testmethoden, mit denen diese Probleme vermieden werden sollen.
Es war von Anfang an klar, dass Erkenntnisse zu HSAM große Bedeutung haben könnten, zum einen für das wissenschaftliche Verständnis der Mechanismen von Gedächtnis und Vergessen, zum anderen im Blick auf Demenzerkrankungen. Jill Price und andere Betroffene stellten sich auch deshalb für die langwierigen Untersuchungen zur Verfügung, weil sie hofften, zum wissenschaftlichen Fortschritt beitragen zu können. Price sagte einmal zu McGaugh: „Jetzt sind Sie dran […], finden Sie ein Mittel gegen Alzheimer.“ Die HSAM-Forschung ist von solchen Zielen noch weit entfernt. Beispielsweise haben die Befunde bezüglich anatomischer Besonderheiten im Gehirn der HSAM-Betroffenen noch einen vorläufigen Charakter.

## Beispiele

### Daniel McCartney
Schon vor dem Beginn der modernen HSAM-Forschung im Jahr 2000 haben Menschen mit HSAM gelebt, jedoch wurden sie nicht bekannt oder ihr Gedächtnis wurde nicht systematisch geprüft und dokumentiert. Eine Ausnahme ist der US-Amerikaner Daniel McCartney (1817–1887), der für sein außergewöhnliches Gedächtnis bekannt war. McCartney war mit sechs Geschwistern in Pennsylvania aufgewachsen und lebte als Erwachsener die meiste Zeit in Ohio. Er war schon als Kind fast ganz blind gewesen und entdeckte erst im Jahr 1862, dass er sehr große Schrift lesen konnte, wenn er sie dicht vor die Augen hielt. McCartney behauptete, er könne sich an viele Tage ab 1821 erinnern (er war damals etwa vier Jahre alt) und an alle Tage seit dem 1. Januar 1827, als er 9 Jahre und 4 Monate alt war.
Im Jahr 1870 überprüfte ein Zeitgenosse namens W. D. Henkle die Behauptung McCartneys und unterzog ihn einer Serie von fünf Befragungen, über die er teils genaue Protokolle anfertigte. Bei den Befragungen lag das Jahr 1827, ab dem McCartney sich angeblich an alle Tage erinnern konnte, mehr als 42 Jahre zurück, was mehr als 15.000 Tagen entspricht. Henkle berichtete über diese Befragungen detailliert in einem längeren Beitrag in einer Zeitschrift für Philosophie, so dass der Fall gut dokumentiert ist.
Bei zwei der Befragungen im Jahr 1870 gab Henkle immer ein Datum aus den Jahrzehnten seit 1827 vor und fragte McCartney jeweils nach dem Wochentag, dem Wetter und Ereignissen oder Erlebnissen an diesem Tag. McCartney antwortete jeweils innerhalb weniger Sekunden. Zum Beispiel gab er bei der Frage nach dem 15. April 1861 nach drei Sekunden die Auskunft: „Montag. Es war hell und klar. Am vorigen Freitag wurde Fort Sumter erobert. Ich hackte Ofenholz für einen Mann.“ Bei einer weiteren Befragung gab Henkle noch einmal all die bereits abgefragten Tage vor, um ausschließen zu können, dass McCartney spontan etwas erfunden hatte. McCartney gab im Wesentlichen wieder dieselben Antworten, mit anderen Worten und mit nur unwesentlichen Abweichungen, beispielsweise wenn seine Angaben diesmal kürzer oder ausführlicher waren. Vor allem der zweite Durchgang überzeugte Henkle. In weiteren Befragungen sollte McCartney an Beispielen erläutern, wie er jeweils auf den Wochentag kam, in welcher Reihenfolge er sich an Einzelheiten erinnerte und dergleichen.
McCartney war außerdem als Rechenkünstler bekannt, was Henkle ebenfalls testete, indem er McCartney Kubikwurzeln ziehen ließ. Für die Kubikwurzel aus 571.787 brauchte McCartney 15 Sekunden, für die Kubikwurzel aus 18.609.625 brauchte er knapp vier Minuten. Er erläuterte auch, wie er die Kubikwurzeln berechnete.
Nachdem James McGaugh mit Kollegen die erste Publikation zu HSAM veröffentlicht hatte, bekam er eine Zuschrift, die ihn auf Daniel McCartney aufmerksam machte. Laut McGaugh sind vor allem McCartneys Angaben zum Wetter relevant, weil man diese heute überprüfen kann. Soweit McGaugh es selbst nachprüfen konnte, waren McCartneys Angaben zum Wetter zutreffend. Bei einem Vortrag über HSAM im Jahr 2017 stellte McGaugh als erstes Fallbeispiel Daniel McCartney vor, bevor er auf Jill Price zu sprechen kam. Laut einer Dissertation über HSAM aus dem Jahr 2015 ist McCartney der beste Kandidat für eine HSAM-Diagnose bei einem Vorgänger von Jill Price.

### Jill Price
Jill Price (* 30. Dezember 1965) war der erste Mensch mit der Diagnose „hyperthymestisches Syndrom“, wie HSAM in der Beschreibung ihres Falls (2006) noch genannt wurde. Sie leidet unter ihren Erinnerungen, die wie ein Film ohne Stopptaste in ihr ablaufen. Dass die Erinnerungen sich ihr permanent und unkontrollierbar aufdrängen, stellte sich später als untypisch für HSAM-Betroffene heraus. Bei den Tests an der Universität in Irvine konnte sie sich an die meisten Tage seit Mitte 1974 erinnern und an jeden Tag ab dem 5. Februar 1980 – also an jeden Tag in einem Zeitraum von mehr als 20 Jahren. Nicht alle Menschen mit HSAM haben ein derart lückenloses Gedächtnis. Jill Price veröffentlichte im Jahr 2008 ein autobiografisches Buch, das auch auf Deutsch erschien.

### Bob Petrella
Die vierte HSAM-Diagnose wurde im Jahr 2008 bei Bob Petrella gestellt. Petrella, der in Pennsylvania aufwuchs, begann als Stand-up-Comedian und arbeitete später beim Fernsehen als Texter und Producer an Dokumentarfilmen mit. Wie bei Jill Price gibt es bei ihm einen bestimmten Tag, an dem seine Erinnerungen extrem zuverlässig wurden. Er war damals sieben Jahre alt. Wie andere HSAM-Betroffene vertreibt er sich gern die Zeit damit, sein Gedächtnis zu durchforsten, etwa wenn er in einem Verkehrsstau feststeckt. Dann fragt er sich zum Beispiel, welche von allen Samstagen im Monat Juni für ihn besonders schön waren, oder er geht ein einzelnes Jahr Tag für Tag durch. Als er 50 Jahre alt wurde, stellte er für sich selbst ein Buch mit Erinnerungen an 365 besonders schöne Tage aus mehr als 40 Jahren zusammen, wobei er für jedes Datum des Jahres einen Tag auswählte. Petrella kann sich nicht an alle Tage erinnern, aber an die meisten. Beispielsweise erinnert er sich ab dem fünften Geburtstag an alle Geburtstage bis auf zwei.
Petrella trat in einigen Fernsehsendungen auf. Laut seiner Website kann man ihn für Veranstaltungen buchen, bei denen er über HSAM informiert und sich vom Publikum prüfen lässt. Er erklärt, er könne sich wie andere Menschen vorzugsweise an emotionale Ereignisse erinnern, also an die besonders guten und die besonders schlechten Tage. Und wie andere Menschen könne er sich vor allem an das erinnern, was ihn interessiert, bei ihm seien das etwa die Spiele der Pittsburgh Steelers. Er wisse aber nicht mehr, an welchen Tagen Lindsay Lohan festgenommen wurde, weil ihn solche Klatschgeschichten nicht interessieren.

### Louise Owen
Die fünfte HSAM-Diagnose wurde bei Louise Owen gestellt, einer Geigerin aus New York. Als sie 12 Jahre alt war, wurde sie darauf aufmerksam, dass ihr Gedächtnis ungewöhnlich ist. HSAM hatte bei ihr im Alter von 11 Jahren begonnen. Plötzlich standen ihre Erinnerungen ihr chronologisch geordnet zur Verfügung, was ihr zunächst normal vorkam. Ihre Großmutter gab ihr damals einen Kalender des laufenden Jahres. Am 21. März trug sie für jeden Tag seit dem Jahresanfang in den Kalender ein, was sich ereignet hatte. Als ihre Großmutter verwundert fragte, woher sie das alles noch wisse, verstand sie die Frage nicht, weil es ihr selbstverständlich erschien. Mehr als 20 Jahre lang füllte sie aus eigenem Antrieb weiterhin Kalender und Terminkalender aus. Ihre gesammelten Aufzeichnungen aus 24 Jahren übergab sie später den Wissenschaftlern an der Universität in Irvine, damit diese ihre Erinnerungsfähigkeit überprüfen konnten.
Louise Owen kann sich an jeden Tag ihres Lebens ab dem Alter von 11 Jahren erinnern und ihre Erinnerungen blitzschnell abrufen. Als sie gebeten wurde, das Abrufen ihrer Erinnerungen am Beispiel des Datums 21. April 1991 zu erläutern, sagte sie, beim Hören von „21. April“ habe sie sofort 25 Tage mit diesem Datum aneinandergereiht parat gehabt und sich gefragt, wie wohl das Jahr lauten würde, noch bevor „1991“ ausgesprochen wurde. Sie konnte sofort sagen, dass der 21. April 1991 ein Sonntag war und dass sie an diesem Tag ein Konzert in Los Angeles hatte. Sie wusste angeblich auch noch, wie sie morgens aufgestanden war und sich angezogen hatte. Bei der Frage nach dem Mittagessen an diesem Tag musste sie passen, sie konnte aber sagen, was sie am vorigen Tag zu Abend gegessen hatte. Auf Nachfrage erklärte sie, diese Antworten seien für sie fast so selbstverständlich, wie wenn man sie fragt: „Wie heißen Sie und wo wohnen Sie?“ Auch die Testfrage, an welchen Tagen im Januar und Februar 1990 es an ihrem Wohnort geregnet hatte, konnte sie beantworten, obwohl das Jahr 1990 fast 20 Jahre zurücklag. Dass ihre Antwort korrekt war, konnte anhand offizieller Wetterdaten verifiziert werden. Manchmal vergleicht Owen zwei Serien von Tagen, die jeweils dasselbe Datum haben, um die Frage zu klären, ob zum Beispiel der 3. März oder der 4. März insgesamt der bessere Tag für sie war. Dann geht sie gedanklich Jahr für Jahr zurück bis 1985 und vergleicht die beiden Tage paarweise für jedes Jahr. Für sie ist das „mentale Gymnastik“.
Owen erlebt bei einer Erinnerung auch die damaligen Emotionen. Sie sagt, wenn sie sich an traurige Erlebnisse erinnere, fühle es sich manchmal so an, als sei es erst gestern gewesen, und manchmal so, als sei es letzte Woche gewesen. Gelegentlich, so Owen, fühle sie sich einsam, wie jemand, der eine Sprache spricht, die sonst niemand spricht. Manchmal habe sie den Eindruck, dass alle außer ihr an Amnesie leiden. Insgesamt ist Owen aber für ihre Gedächtnisfähigkeit sehr dankbar. Weil sie wisse, dass sie sich später erinnern wird, frage sie sich immer: Was kann ich an diesem Tag machen, damit er sinnvoll und etwas Besonderes wird? Dadurch komme letztlich mehr Erfüllung und Freude in ihr Leben.

## TV-Dokumentationen
- CBS-Sendung 60 Minutes, Folge Endless Memory, 19. Dezember 2010: Video, Teil 1 (13:34 Min.), Teil 2 (12:51 Min.), Text zur Sendung (englisch).
- CBS-Sendung Health Watch, Interview mit Marilu Henner, 20. Dezember 2010: Video (5:15 Min).
- Sendung 60 Minutes Australia, Folge Total Recall, 2011: Video (13:42 Min.).
- CBS-Sendung 60 Minutes, Folge Memory Wizards, 12. Januar 2014: Text zur Sendung (englisch).
- Sendung CBS Mornings, Interview mit Louise Owen und Joe DeGrandis, 13. Januar 2014: Video (7:46 Min.).
- Sendung 60 Minutes Australia, Folge Mind Boggling, Juli 2016: Video (13:56 Min.).